# Odontestra altitudinis
Odontestra altitudinis là một loài bướm đêm trong họ Noctuidae.